# 吉備信用金庫
吉備信用金庫（きびしんようきんこ）は、岡山県総社市に本店を置く信用金庫。

## 沿革
- 1950年10月 - 吉備信用組合として設立。
- 1952年4月 - 信用金庫法に基づき、吉備信用金庫となる。

## 事業区域
- 総社市、岡山市(旧御津郡御津町・建部町、旧児島郡灘崎町、旧赤磐郡瀬戸町域を除く）、倉敷市、都窪郡、小田郡、井原市のうち旧小田郡美星町域、加賀郡吉備中央町のうち旧上房郡賀陽町域

## ATMについて
- ATMでは、おかやまATMネットサービスに加盟している岡山県内各金融機関（県内の他の信用金庫(★に掲げられた7信金)、中国銀行・トマト銀行・笠岡信用組合）のキャッシュカード、及び県外の信用金庫（しんきんATMゼロネットサービス）のキャッシュカードについては自信金扱いとなる（サービスの詳細は各項目を参照のこと）。

（★は、おかやま・水島・津山・玉島・備北・備前日生を示す）